# Меглена Караламбова
Меглена Стефанова Караламбова е българска актриса.

## Биография
Родена е на 20 юни 1943 година в град Пловдив, в театрално семейство.
Завършва гимназия с изучаване на английски език през 1963 г.
През периода 1963 – 1967 г. учи актьорско майсторство за драматичен театър във ВИТИЗ Кръстьо Сарафов в класа на професор Стефан Сърчаджиев и Методи Андонов. Заедно с нея учат Стефан Мавродиев, Стефан Данаилов, Милен Пенев, Илия Добрев, Елена Райнова и други.
От 1967 до 1969 година играе на сцената на Варненски драматичен театър. От 1969 г. е актриса в театър „Българска армия“. Гостувала на сцената на Народен театър „Иван Вазов“, Драматичен театър „Н. О. Масалитинов“ в Пловдив и неколкократно в Театър 199. Играе и на сцената на Театър 199 в моноспектакъла „Кики ван Бетовен“ от Ерик-Еманюел Шмит, реж. Георги Дюлгеров, в представлението „Заешка дупка“ от Дейвид Линдзи-Абер, режисьор Ивайло Христов, „Разговори с мама“ от Жорди Галсеран, режисьор Венцислав Кулев. През годините е участвала и в други постановки на 199, измежду които „Соло дует“, „Три високи жени“ от Едуард Олби, „Другият живот на Мис Една Бигинс“ и „4000 мили“ от Ейми Херцог.
Има пано с нейните отпечатъци на Стената на славата пред Театър 199.
Записва много пиеси и стихове за радио „София“, както и десетки приказки за деца на грамофонни плочи и аудио касети. Участва в дублажите на филми за телевизията. Озвучава Джейми Бъчман, героинята на Хелън Хънт, в дублажа на сериала „Луд съм по теб“ за bTV.
Превежда пиеси от английски език, които са се играли на сцената на Народен театър „Иван Вазов“, Театър 199 и театър „Българска армия“.

## Личен живот
Има дъщеря Невена Белева, която е художник-сценограф .

## Награди и отличия
- Заслужил артист
- Наградата за „най-добра женска роля“ на САБ за ролята на А в пиесата „Три високи жени“ на Едуард Олби, 1996 г.
- Наградата „Златен век“ на Министерството на културата, 2013 г.
- Награда „Златно перо“ за принос към българската култура и изкуство, 2014 г.[2]
- Наградата „Аскеер“ за „водеща женска роля“ за ролята на майката в „Разговори с мама“ на Жорди Галсеран, 2017 г.
- Награда "Аскеер" за цялостен принос, 2022 г.

## Театрални роли
- „На приказки с Карел Чапек“
- „Обърни се с гняв назад“ от Джон Озбърн – Елисън
- „Кики ван Бетовен“ от Ерик-Еманюел Шмит
- „Заешка дупка“ от Дейвид Линдзи-Абер
- „Разговори с мама“ от Жорди Галсеран
- „Соло дует“
- „Три високи жени“ от Едуард Олби – „А“
- „Другият живот на Мис Една Бигинс“
- „Хамлет“ от Уилям Шекспир – Офелия и Гертруда
- „Майстори“ от Рачо Стоянов – Милкана
- „Ученика на Дявола“ от Бърнард Шоу – Джудит
- „12-а нощ“ Уилям Шекспир – Оливия
- „Г-н Пунтила и неговия слуга Мати“ от Бертолд Брехт – Ева
- „Чудо“ от Иван Радоев – Таничка
- „Събота, неделя, понеделник“ от Едуардо Де Филипо – Роза
- „Колекцията/Гара Виктория“ от Харолд Пинтър – диспечерката
- „Железният светилник“ от Димитър Талев – Бенковица
- „Финале гранде“ (2002/2003)
- „Чайка“
- „Последни поръчки“
- „Тартюф“
- „Откраднати разкази“
- „Делото Дантон“ (1978) (от Станислава Пшибишевска, реж. Анджей Вайда)

## Телевизионен театър
- „Тяхната последна любов“ (1991) (сц. Милко Милков, реж. Георги Аврамов)
- „Жребий“ (1989) (Васил Пекунов)
- „Вината“ (1982) (Александър Кургатников)
- „Увлечението“ (1981) (Алфред дьо Мюсе)
- „Осем жени“ (1980) (Роберт Тома)
- „Комендантът на Берлин“ (1980) (Вадим Собко)
- „Милионерът“ (от Йордан Йовков, реж. Младен Младенов)
- „Скакалци“ (1979) (Ст Л Костов
- „Страстната неделя“ (1978) (от Павел Павлов, реж. Павел Павлов)
- „Приказки от един живот“ (1977) (Олга Кръстева)
- „Д-р“ (1977) (Бранислав Нушич)
- „Гълъбицата“ (1970) (Алексей Коломец)
- „В деня на сватбата“ (1966) (Виктор Розов)

## Филмография
| Година    | Филми и Сериали                                                 | Серии | Копродукции                                  | Роля                                                            |
| --------- | --------------------------------------------------------------- | ----- | -------------------------------------------- | --------------------------------------------------------------- |
| 2021      | Чичо Коледа                                                     |       |                                              | Евдокия                                                         |
| 2021      | Порталът                                                        | 6     |                                              | Ани Лиянова през 2019 година                                    |
| 2019      | „Пътуващо кино“                                                 |       |                                              |                                                                 |
| 2015      | „Съобщение до мама“                                             |       |                                              | Иванка                                                          |
| 2014      | На границата                                                    | 6     |                                              |                                                                 |
| 2014      | Буферна зона                                                    |       |                                              | майката                                                         |
| 2013      | „Телесни радости и мъки“ – („I hara kai i thlipsi tou somatos“) |       | Кипър / Гърция                               |                                                                 |
| 2012      | Кантора Митрани                                                 | 12    |                                              | г-жа Табакова, секретарка на Митрани / Анастасия Шкодрова       |
| 2010      | Бягството – („The Way Back“)                                    |       | САЩ / ОАЕ / Полша                            | жената на Януш, 1989                                            |
| 2010      | Сбогом, мамо – („Goodbye Mama“)                                 |       | Италия / България                            | учителката                                                      |
| 2009      | Нинджа – („Ninja“)                                              |       | САЩ                                          | Рейчъл                                                          |
| 2008      | „Дъщерята“ – („Die Tochter“)                                    |       |                                              | майка                                                           |
| 2008      | „То живее“ – („It's Alive“)                                     |       | САЩ, Кайманови острови, Великобритания       | дежурна сестра                                                  |
| 2007      | Премълчана любов – („Un amour à taire“)                         |       | Франция / България                           | Мадам дьо Марни                                                 |
| 2006      | Заекът на Ватанен – („Le lièvre de Vatanen“)                    |       | Белгия / България / Франция                  | старата дама                                                    |
| 2005      | Вулкан – („Nature Unleashed: Volcano“)                          |       | САЩ / Великобритания / Канада                | Мери                                                            |
| 2004      | „Болката на една майка“ – („La peine d'une mère“)               |       | Франция                                      | майката на Карин                                                |
| 2004      | Църква за вълци                                                 | 12    |                                              | Велика, жената на Стамен                                        |
| 2003      | Отвъд чертата (тв)                                              |       |                                              | Сваха                                                           |
| 2002      | Лист отбрулен                                                   |       |                                              | баба Величка, бабата на Веса                                    |
| 2002      | Извън контрол – („Derailed“)                                    |       | САЩ / Аруба                                  | д-р Рено                                                        |
| 2000      | Градът на страха“ – („City of Fear“)                            |       | Канада / Великобритания / България / САЩ     | полковник Козловска                                             |
| 2000      | Американски тюлени – („U.S. Seals“)                             |       | САЩ                                          | Ева Парсън                                                      |
| 2000      | Ad libitum 1. Английски дует ала турка                          |       |                                              |                                                                 |
| 1999      | Изток - Запад – („Est – Ouest“)                                 |       | Франция / Испания/Русия / Украйна / България | Нина Фьодоровна                                                 |
| 1998      | Духът на баща ми                                                |       |                                              | бабата на Виктор                                                |
| 1996      | Чудо                                                            |       |                                              | рускинята Таня                                                  |
| 1996      | BG - Невероятни разкази за един съвременен българин             | 2     |                                              | уредничката                                                     |
| 1991-1992 | Любовниците                                                     | 8     |                                              | влюбената от книжарницата (в 6-а: „Хоризонтален пейзаж“)        |
| 1991      | О, господи, къде си?                                            |       |                                              | лекарката                                                       |
| 1991      | Онова нещо                                                      |       |                                              | Пепа                                                            |
| 1990      | Тишина                                                          |       |                                              |                                                                 |
| ?         | До Алеко и назад                                                |       |                                              |                                                                 |
| 1987      | Приземяване                                                     |       |                                              |                                                                 |
| 1985      | Забравете този случай                                           |       |                                              | Новакова, служителка от архива                                  |
| 1983      | Меко казано                                                     |       |                                              |                                                                 |
| 1982      | Признавам всичко                                                | 3     |                                              | Маргарет, съпругата на Джеймс Чандлър                           |
| 1982      | Бяла магия                                                      |       |                                              | майката на Сребрина                                             |
| 1980      | Приключенията на Авакум Захов                                   | 6     |                                              | Сия – в 3 серии (1-2-3)                                         |
| 1978      | Бумеранг                                                        |       |                                              |                                                                 |
| 1973      | Тримата мъже                                                    |       |                                              |                                                                 |
| 1972      | 10 дни неплатени                                                |       |                                              | Атанасова, секретарката на директора (като Миглена Караламбова) |
| 1972      | Глутницата                                                      |       |                                              | Вера                                                            |
| 1972      | Татул                                                           |       |                                              | Тошка                                                           |
| 1969      | Осмият                                                          |       |                                              | Вена                                                            |
| 1967      | С дъх на бадеми                                                 |       |                                              | колежка на Белокожов (не е посочена в надписите на филма)       |